# John Davies (lekkoatleta)
John Llewelyn Davies (ur. 25 maja 1938 w Londynie, zm. 21 lipca 2003 w Auckland) – nowozelandzki lekkoatleta, trener, działacz sportowy.
Jego rodzice byli Walijczykami; rodzina osiadła w Nowej Zelandii w 1953. Davies zdobył brązowy medal olimpijski na igrzyskach w Tokio (1964) w biegu na 1500 m oraz srebro na igrzyskach brytyjskiej Wspólnoty Narodów w Perth (1962) w biegu na 1 milę.
Po zakończeniu kariery zawodniczej pracował jako trener, m.in. z Dickiem Quaxem, medalistą olimpijskim z 1976 na 5000 m oraz Toni Hodgkinson, finalistką olimpijską na 800 m z 1996.
W październiku 2000 zastąpił sir Davida Beattie na stanowisku prezydenta Nowozelandzkiego Komitetu Olimpijskiego.